# Lesignano de' Bagni
Lesignano de' Bagni é uma comuna italiana da região da Emília-Romanha, província de Parma, com cerca de 3.818 habitantes. Estende-se por uma área de 47 km², tendo uma densidade populacional de 81 hab/km². Faz fronteira com Langhirano, Neviano degli Arduini, Parma, Traversetolo.

## Demografia
| Variação demográfica do município entre 1861 e 2011                               |
|                                                                                   |
| Fonte: Istituto Nazionale di Statistica (ISTAT) - Elaboração gráfica da Wikipedia |